# 2 februari
2 februari is de 33e dag van het jaar in de gregoriaanse kalender. Hierna volgen nog 332 dagen (333 dagen in een schrikkeljaar) tot het einde van het jaar.

## Gebeurtenissen
- Algemeen
  - 506 - Alarik II, koning van de Visigoten, laat in Toulouse het wetboek "Breviarium Alaricianum" samenstellen.
  - 962 - Otto wordt tot eerste keizer van het Heilig Roomse Rijk gekroond.
  - 1980 - Vierhonderd gevangenen beginnen in de overvolle gevangenis van Santa Fe in de Amerikaanse staat New Mexico een opstand die eindigt met ruim veertig doden en grote verwoestingen.
  - 1987 - William Casey treedt af als directeur van de CIA, hij wordt vervangen door William Webster.
  - 1991 - Aardschokken en lawines in Pakistan en Afghanistan eisen zeker 1700 doden.
  - 2002 - Huwelijk van de Nederlandse kroonprins Willem-Alexander met Máxima Zorreguieta.
  - 2008 - Huwelijk van de Franse president Nicolas Sarkozy met Carla Bruni.
- Criminaliteit en veiligheid
  - 2003 - De dertienjarige Sedar Soares wordt doodgeschoten als hij sneeuwballen gooit op een parkeerdek in Rotterdam.
- Kunst en cultuur
  - 1654 - Première van Vondels treurspel Lucifer.
  - 1709 - De Brit Alexander Selkirk wordt gered na een schipbreuk en een jarenlang verblijf op een onbewoond eiland. Zijn verhaal is de inspiratie voor het boek Robinson Crusoe van Daniel Defoe.
  - 2024 - De Nederlandse acteur Frank Lammers onthult zijn eigen tegel op de Walk of Fame tijdens het filmfestival in de Belgische plaats Oostende.[1][2]
- Media
  - 1909 - In de Franse krant Le Figaro publiceert de Italiaanse schrijver Filippo Tommasso Marinetti zijn futuristisch manifest: een loflied op de dynamiek van het machinetijdperk.
  - 1982 - Het late avondprogramma 'Late Night with David Letterman' verschijnt voor het eerst op de Amerikaanse televisie.
- Oorlog
  - 871 - Een Frankisch expeditieleger onder bevel van keizer Lodewijk II herovert de vestingstad Bari op de Saracenen.
  - 1848 - De Vrede van Guadalupe Hidalgo wordt getekend, waardoor er een eind komt aan de Mexicaans-Amerikaanse Oorlog.
  - 1878 - Griekenland verklaart de oorlog aan Turkije.
  - 1943 - Een Britse Pathfinder Stirling stort neer bij Hardinxveld-Giessendam (Rotterdam) in Nederland waarna de Duitsers de overblijfselen van een H2S cm-radar vinden. Het gevonden Rotterdam Gerät was de aanleiding om een wedren tegen de tijd te starten om de Britten bij te benen in de ontwikkeling van de cm-radar.
  - 1943 - Het Duitse leger verliest de Slag om Stalingrad van het Rode Leger. Dit is een van de keerpunten van de Tweede Wereldoorlog.
- Politiek
  - 1653 - Nieuw-Amsterdam, het huidige New York, krijgt stadsrechten.
  - 1691 - Vorst Willem Maurits van Nassau-Siegen wordt opgevolgd door zijn zoon Frederik Willem Adolf. Vanwege zijn minderjarigheid staat Frederik Willem Adolf tot 1701 onder regentschap van zijn moeder Ernestine Charlotte van Nassau-Schaumburg.
  - 1920 - Estland verklaart zijn onafhankelijkheid van Rusland.
  - 1971 - Na een coup in Oeganda neemt Idi Amin de plaats in van president Milton Obote.
  - 1972 - Voorstanders van een 'vrij Ierland' steken de Britse ambassade in Dublin in brand.
  - 1990 - Na internationale druk legaliseert de Zuid-Afrikaanse president Frederik Willem de Klerk het ANC.
  - 2013 - De Assemblée nationale, het Franse parlement, keurt het wetsontwerp goed dat het homohuwelijk mogelijk maakt.
- Religie
  - 1592 - Bisschopswijding van Paus Clemens VIII in de Sixtijnse Kapel in Vaticaanstad.
  - 1831 - Kardinaal Bartolomeo Alberto Cappellari wordt gekozen tot Paus Gregorius XVI.
  - 1873 - Bisschopswijding van Edmond Dumont, 97-ste bisschop van het bisdom Doornik.
  - 1923 - Verheffing van het Rooms-katholieke Apostolisch vicariaat Siberië in de Sovjet-Unie tot Bisdom Vladivostok.
  - 1983 - Paus Johannes Paulus II creëert achttien nieuwe kardinalen, onder wie de Belgische aartsbisschop van Mechelen-Brussel Godfried Danneels.
  - 1991 - Bisschopswijding van Fernand Franck, aartsbisschop van Luxemburg.
- Sport
  - 1935 - PKC, momenteel de grootste korfbalclub ter wereld, wordt opgericht.
  - 1994 - Na drie officieuze interlands speelt het Slowaaks voetbalelftal de eerste officiële wedstrijd sinds de vreedzame ontmanteling van Tsjecho-Slowakije. De ploeg wint bij een vierlandentoernooi met 1-0 van de Verenigde Arabische Emiraten door een doelpunt van Vladimír Weiss.
  - 2002 - Het Amerikaans voetbalelftal wint de zesde editie van de CONCACAF Gold Cup door in de finale Mexico met 1-0 te verslaan.
  - 2004 - Roger Federer lost Andy Roddick na dertien weken af als nummer één op de wereldranglijst der tennisprofessionals.
  - 2013 - De Belgische veldrijder Sven Nys wordt in het Amerikaanse Louisville voor de tweede maal wereldkampioen. Bij de vrouwen wordt de Nederlandse Marianne Vos voor de zesde maal wereldkampioene.
  - 2020 - Mathieu van der Poel pakt zijn derde wereldtitel bij het veldrijden in het Zwitserse Dübendorf.
- Wetenschap en technologie
  - 1935 - De leugendetector wordt voor het eerst getest. Leonard Keeler doet het experiment in Wisconsin.
  - 1947 - Edwin Land geeft de eerste demonstratie van de polaroidcamera.
  - 1967 - Lancering van spionagesatelliet Keyhole 7-36 (KH-7) door US Airforce.[3]
  - 1971 - Ondertekening van de Convention on Wetlands of International Importance Especially as Waterfowl Habitat in Ramsar in Iran, beter bekend als de Conventie van Ramsar.
  - 2020 - NASA probeert ruimtesonde Voyager 2, die in een veiligheidsmodus geschakeld is nadat een manoeuvre is fout gelopen, op 18,5 miljard km afstand van de aarde weer aan de praat te krijgen.
  - 2023 - Ruimtewandeling van de astronauten Nicole Mann (NASA) en Koichi Wakata (JAXA) met als belangrijkste doel het afronden van de voorbereidende werkzaamheden voor het installeren van nieuwe zonnepanelen aan het ISS die beiden zijn begonnen tijdens de ruimtewandeling van 20 januari 2023.[4]
  - 2023 - Lancering van een Falcon 9 raket van SpaceX vanaf Kennedy Space Center Lanceercomplex 39 voor de Starlink group 5-3 missie met 53 Starlink satellieten. Het is de 200e vlucht van dit type draagraket.[5][6]
  - 2024 - Lancering met een Lange Mars 2C raket van China Aerospace Science Corporation (CASC) vanaf lanceerbasis Xichang LC-3 van de Geely Constellation Group 02 missie met 11 communicatiesatellieten voor de Chinese autofabrikant Geely Automotive die onderdeel moeten gaan worden van een satellietconstellatie die gebruikt gaat worden voor zelfrijdende voertuigen. De satellieten hebben ook instrumenten voor observaties van de oceanen.[7]

## Geboren

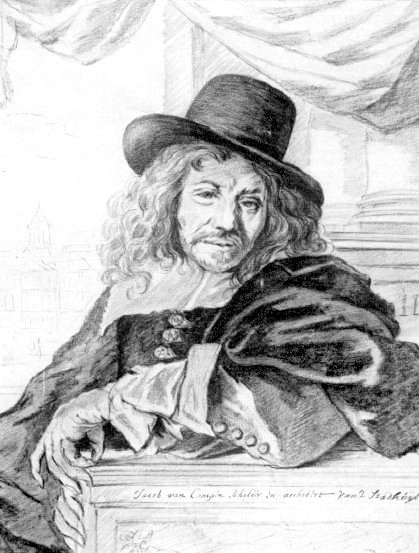
Jacob van Campen,
geboren in 1596

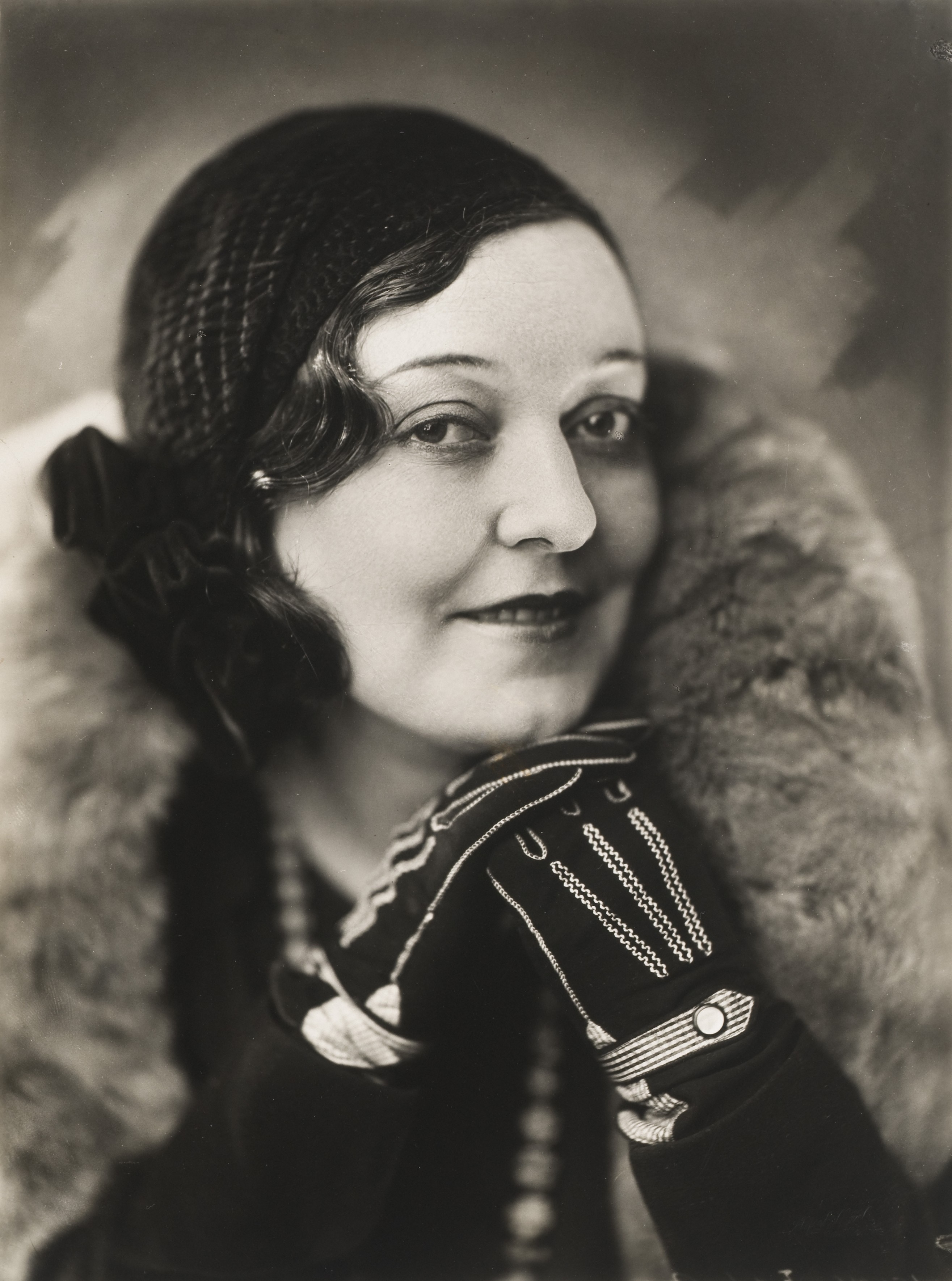
Fien de la Mar, geboren in 1898

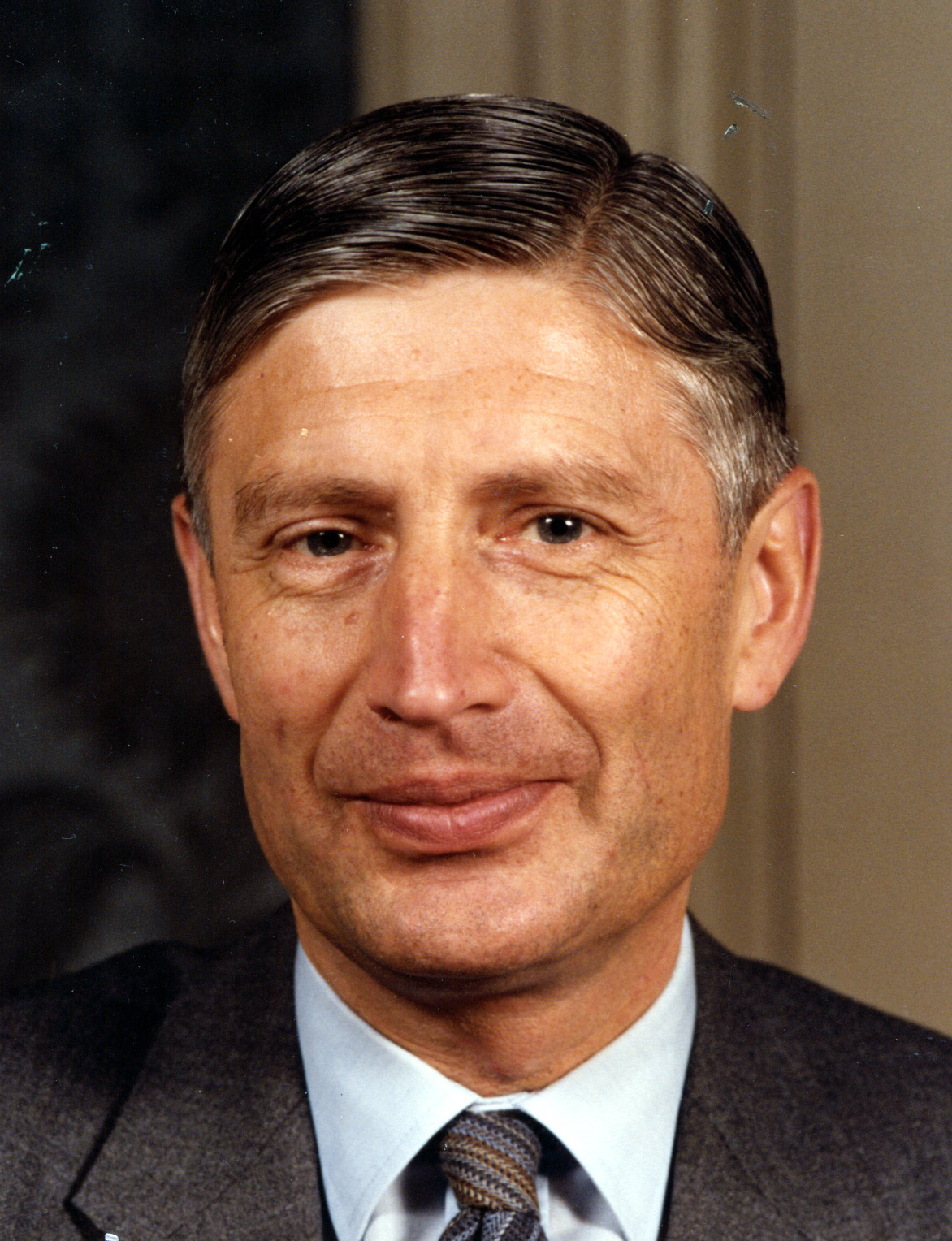
Dries van Agt in 1980,
geboren in 1931

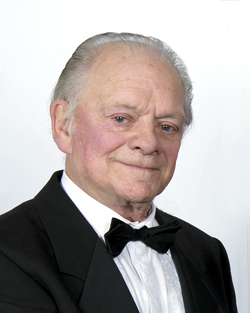
David Jason, bekend als Inspector Frost
geboren in 1940

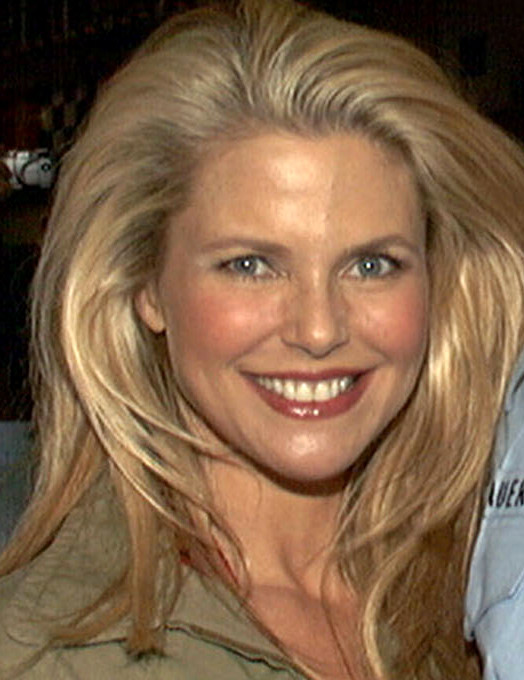
Christie Brinkley
geboren in 1954

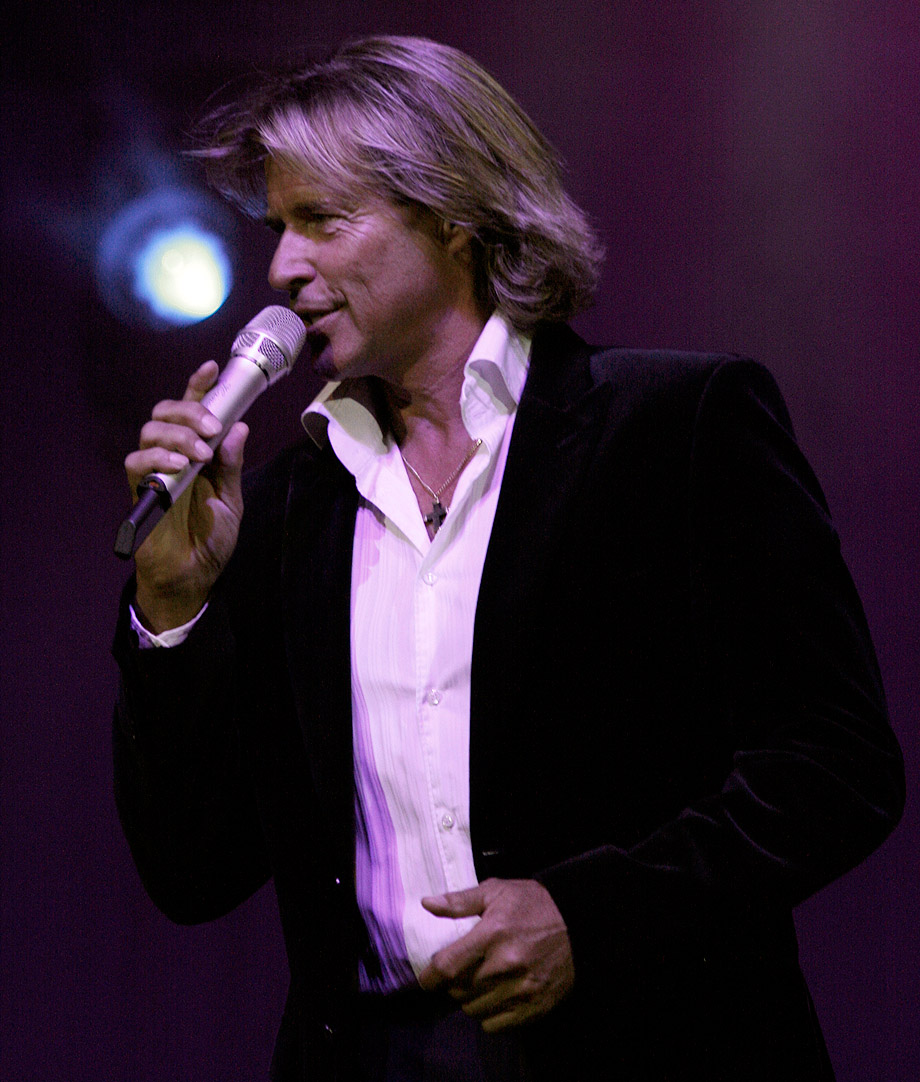
Hansi Hinterseer,
geboren in 1954

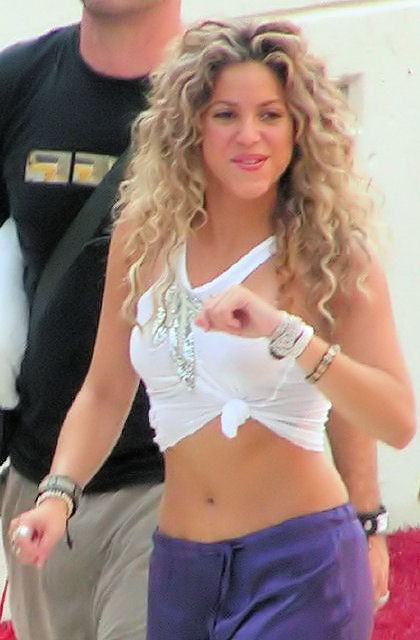
Shakira,
geboren in 1977

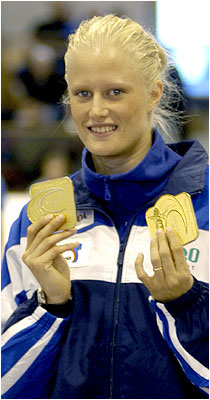
Carolina Klüft,
geboren in 1983

- 1208 - Jacobus I van Aragón, koning (overleden 1276)
- 1418 - Maria van Nassau-Siegen, Duits gravin (overleden 1472)
- 1455 - Johan van Denemarken, koning van Denemarken (overleden 1513)
- 1502 - Damião de Góis, Portugees diplomaat, kunstverzamelaar en humanistisch auteur (overleden 1574)
- 1596 - Jacob van Campen, Nederlands architect en schilder (overleden 1657)
- 1641 - Claude de la Colombière, Frans jezuïet en heilige (overleden 1682)
- 1649 - Paus Benedictus XIII, kerkvorst (overleden 1730)
- 1700 - Johann Christoph Gottsched, Duits schrijver (overleden 1766)
- 1754 - Charles-Maurice de Talleyrand, Frans diplomaat (overleden 1838)
- 1829 - Alfred Brehm, Duits zoöloog, ornitholoog en publicist (overleden 1884)
- 1861 - Solomon R. Guggenheim, Amerikaans kunstverzamelaar (overleden 1949)
- 1873 - Leo Fall, Oostenrijks componist (overleden 1925)
- 1875 - Fritz Kreisler, Oostenrijks violist, componist en arrangeur (overleden 1962)
- 1878 - Walter Evans-Wentz, Amerikaans theosoof en schrijver (overleden 1965)
- 1882 - Friedrich Dollmann, Duits generaal (overleden 1944)
- 1882 - James Joyce, Iers auteur (overleden 1941)
- 1882 - Knut Lindberg, Zweeds atleet (overleden 1961)
- 1889 - Alfons Blomme, Belgisch kunstenaar (overleden 1979)
- 1890 - Agnes Marion Ayre, Newfoundlands plantkundige, kunstenares, auteur en feministe (overleden 1940)
- 1891 - Antonio Segni, vierde president van Italië (overleden 1972)
- 1897 - Willy Schootemeijer, Nederlands componist en musicus (overleden 1953)
- 1898 - Fien de la Mar, Nederlands actrice en cabaretière (overleden 1965)
- 1900 - Józef Kowalski, oudste man van Polen en de laatste Pools-Russische oorlogsveteraan (overleden 2013)
- 1901 - Jascha Heifetz, Joods-Amerikaans violist (overleden 1987)
- 1902 - Josep Samitier, Spaans voetballer en voetbaltrainer (overleden 1972)
- 1902 - John Tonkin, 20e premier van West-Australië (overleden 1995)
- 1903 - Bartel Leendert van der Waerden, Nederlands wiskundige (overleden 1996)
- 1905 - Roberto Cortés, Chileens voetballer (overleden 1975)
- 1905 - Ayn Rand, Russisch-Amerikaans romanschrijfster en filosofe (overleden 1982)
- 1905 - Friedrich Wilhelm Ruppert, Duits SS'er (overleden 1946)
- 1908 - Bets ter Horst, Nederlands atlete (overleden 1997)
- 1909 - Frank Albertson, Amerikaans acteur (overleden 1964)
- 1912 - Millvina Dean, Engelse vrouw, de jongste passagier van de RMS Titanic (overleden 2009)
- 1913 - Gusta Goldschmidt, Nederlands luitpionier (overleden 2005)
- 1915 - Abba Eban, Israëlisch politicus, diplomaat en historicus (overleden 2002)
- 1917 - Eric Holmqvist, Zweeds politicus (overleden 2009)
- 1918 - Hella Haasse, Nederlands schrijfster (overleden 2011)
- 1920 - George Tichenor, Amerikaans autocoureur (overleden 1989)
- 1923 - Svetozar Gligorić, Servisch schaker (overleden 2012)
- 1924 - Tine Balder, Belgisch actrice (overleden 2021)
- 1925 - Elaine Stritch, Amerikaans actrice (overleden 2014)
- 1926 - Nydia Ecury, Arubaans onderwijzeres, schrijfster, vertaalster en actrice (overleden 2012)
- 1926 - Valéry Giscard d'Estaing, 1974-1981 president van Frankrijk (overleden 2020)
- 1926 - Glen Tetley, Amerikaans danser (overleden 2007)
- 1927 - Stan Getz, Amerikaans tenorsaxofonist (overleden 1991)
- 1927 - Roger Verheuen, Belgisch atleet (overleden 2018)
- 1928 - Ciriaco De Mita, Italiaans politicus (overleden 2022)
- 1929 - Leo van der Kroft, Nederlands voetbalscheidsrechter (overleden 2016)
- 1931 - Dries van Agt, Nederlands jurist, politicus (CDA) en diplomaat; minister-president 1977-1982 (overleden 2024)
- 1931 - Herman Romer, Nederlands schrijver (overleden 2023)
- 1931 - Ludo Van Thillo, Belgisch ondernemer (overleden 2022)
- 1932 - Robert Mandan, Amerikaans acteur (overleden 2018)
- 1933 - Than Shwe, Birmaans militair en juntaleider
- 1934 - Otar Iosseliani, Georgisch-Frans filmregisseur (overleden 2023)
- 1935 - Pete Brown, Afro Amerikaans golfer (overleden 2015)
- 1935 - Juliusz Paetz, Pools R.K. aartsbisschop (overleden 2019)
- 1936 - Tony Ryan, Iers ondernemer en filantroop (overleden 2007)
- 1937 - Lea Ackermann, Duits zuster en schrijfster (overleden 2023)
- 1937 - Hans Keller, Nederlands journalist, regisseur en producent (overleden 2019)
- 1937 - Tony Shelly, Nieuw-Zeelands autocoureur (overleden 1998)
- 1938 - Rini Shtiam, Surinaams pottenbakker, dichter en toneelschrijver
- 1938 - Bo Hopkins, Amerikaans acteur (overleden 2022)
- 1939 - Dale Mortensen, Amerikaans wetenschapper, econoom, en Nobelprijswinnaar (overleden 2014)
- 1939 - Desmond O'Malley, Iers politicus (overleden 2021)
- 1939 - Adolf Prokop, Duits voetbalscheidsrechter
- 1940 - Jean-Paul Colonval, Belgisch voetballer (overleden 2024)
- 1940 - David Jason, Brits acteur
- 1940 - Godfrey Nash, Brits motorcoureur (overleden 2020)
- 1942 - Graham Nash, Brits zanger
- 1944 - Andrew Davis, Brits dirigent (overleden 2024)
- 1944 - Antonio Garrido, Spaans golfer
- 1944 - Marc Hamilton, Canadees zanger (overleden 2022)
- 1944 - Geoffrey Hughes, Brits acteur (overleden 2012)
- 1944 - Oscar Malbernat, Argentijns voetballer en voetbaltrainer (overleden 2019)
- 1945 - Dzjemal Cherchadze, Sovjet/Georgisch voetballer en trainer
- 1945 - Hugo Fernández, Uruguayaans voetballer en voetbaltrainer (overleden 2022)
- 1946 - Gunder Bengtsson, Zweeds voetbaltrainer (overleden 2019)
- 1946 - Gerrie Mühren, Nederlands voetballer (overleden 2013)
- 1946 - Jang Song-thaek, Noord-Koreaans politicus (overleden 2013)
- 1947 - Henze Boekhout, Nederlandse kunstenaar/fotograaf (overleden 2024)
- 1947 - Mike Brant, Israëlisch zanger (overleden 1975)
- 1947 - Farrah Fawcett, Amerikaans actrice (overleden 2009)
- 1947 - Anna Rosbach Andersen, Deens politica
- 1948 - Tsai Chih Chung, Taiwanees cartoonist, striptekenaar en filmproducent
- 1948 - Roger Williamson, Brits autocoureur (overleden 1973)
- 1949 - Luc Marreel, Belgisch darter (overleden 2015)
- 1949 - Brent Spiner, Amerikaans acteur
- 1949 - Simón Vélez, Colombiaans architect
- 1951 - Joseph Custers, Nederlands muzikant
- 1951 - Piet Schreuders, Nederlands uitgever, graficus, stripauteur en radioprogrammamaker
- 1952 - Reinhard Häfner, Oost-Duits voetballer en voetbalcoach (overleden 2016)
- 1952 - Fernando Morena, Uruguayaans voetballer
- 1952 - Eriek Verpale, Belgisch schrijver (overleden 2015)
- 1954 - Christie Brinkley, Amerikaans model en televisiepersoonlijkheid
- 1954 - Bert Hermelink, Nederlands toetsenist, tekstschrijver en cabaretier
- 1954 - Hansi Hinterseer, Oostenrijks schlagerzanger, presentator, acteur en skiër
- 1955 - Leszek Engelking, Pools vertaler, dichter, essayist en schrijver (overleden 2022)
- 1955 - François Macé, Frans bankier
- 1956 - Rupert Christopher, Surinaams militair, politicus en diplomaat (overleden 2007)
- 1958 - Franke Sloothaak, Duits-Nederlands springruiter
- 1960 - Efford Chabala, Zambiaans voetballer (overleden 1993)
- 1961 - Lauren Lane, Amerikaans actrice
- 1961 - Lars Olsen, Deens voetballer en voetbaltrainer
- 1961 - Spinvis, Nederlands muzikant
- 1962 - Philippe Claudel, Frans (scenario)schrijver en filmregisseur
- 1962 - Andy Fordham, Engels darter (overleden 2021)
- 1962 - Mustapha Moussa, Algerijns bokser (overleden 2024)
- 1963 - Rıza Çalımbay, Turks voetballer en voettrainer
- 1963 - Eva Cassidy, Amerikaans jazz-zangeres (overleden 1996)
- 1964 - Dana Dool, Nederlands actrice
- 1965 - René Hermans, Belgisch atleet
- 1966 - Billy Boat, Amerikaans autocoureur
- 1966 - Erik van Merrienboer, Nederlands politicus
- 1966 - Andrej Tsjesnokov, Russisch tennisser
- 1967 - Laurent Nkunda, Congolees rebellenleider
- 1968 - Ben Vet, Nederlands atleet
- 1969 - Knut Kircher, Duits voetbalscheidsrechter
- 1970 - Erik ten Hag, Nederlands voetballer en voetbaltrainer
- 1970 - Cédric Mathy, Belgisch wielrenner
- 1970 - Santa Montefiore, Brits auteur
- 1970 - Roar Strand, Noors voetballer
- 1971 - Eric Ang, Filipijns schietsporter
- 1972 - Dana International, Israëlisch zangeres en model
- 1972 - Esther Gerritsen, Nederlands schrijfster
- 1972 - Radosław Kałużny, Pools voetballer
- 1972 - Hendrick Ramaala, Zuid-Afrikaans atleet
- 1973 - Aleksander Tammert, Estisch atleet
- 1975 - José Luis Cardoso, Spaans motorcoureur
- 1976 - Ralph Biggs, Amerikaans basketballer
- 1976 - Youssaf El Marnissi, Marokkaans autocoureur
- 1976 - James Hickman, Brits zwemmer
- 1977 - Marc Bernaus, Andorrees voetballer
- 1977 - Jeroen Elshoff, Nederlands voetbalcommentator
- 1977 - Shakira, Colombiaans zangeres
- 1978 - Rudmer Heerema, Nederlands politicus (VVD)
- 1979 - Sandy Casar, Frans wielrenner
- 1979 - Fani Chalkia, Grieks atlete
- 1980 - James Chamanga, Zambiaans voetballer
- 1980 - Madaí Pérez, Mexicaans atlete
- 1980 - Oleguer Presas Renom, Spaans voetballer
- 1980 - Ineke Riem, Nederlands schrijfster, dichteres en illustratrice
- 1981 - Dmitri Lobkov, Russisch schaatser
- 1981 - Justin Reiter, Amerikaans snowboarder
- 1982 - Docus Inzikuru, Oegandees atlete
- 1982 - Sammy Kibet, Keniaans atleet
- 1982 - Filippo Magnini, Italiaans zwemmer
- 1982 - Amaël Moinard, Frans wielrenner
- 1983 - Carolina Klüft, Zweeds atlete
- 1984 - Franck Berrier, Frans voetballer (overleden 2021)
- 1984 - Pieter De Schepper, Belgisch atleet
- 1984 - Roman Hontjoek, Oekraïens judoka
- 1985 - Massoud Azizi, Afghaans atleet
- 1985 - Melody Gardot, Amerikaans muzikante
- 1985 - Francis De Greef, Belgisch wielrenner
- 1986 - Salvatore Esposito, Italiaans acteur
- 1986 - Valle Mäkelä, Fins autocoureur
- 1986 - Pauline Wingelaar, Nederlands presentatrice
- 1987 - Håvard Bøkko, Noors schaatser
- 1987 - Adrien Niyonshuti, Rwandees wielrenner
- 1987 - Gerard Piqué, Spaans voetballer
- 1987 - Jonathan Rea, Noord-Iers motorcoureur
- 1988 - Spencer O'Brien, Canadees snowboardster
- 1988 - Marco Fabbri, Italiaans kunstschaatser
- 1988 - Kiki Schippers, Nederlands cabaretière en columniste
- 1989 - Ivan Perišić, Kroatisch voetballer
- 1990 - Craig Breen, Iers rallyrijder(overleden 2023)
- 1990 - Cédric Ciza, Belgisch voetballer
- 1990 - Elaine Pen, Nederlands ruiter
- 1990 - Dino Škvorc, Kroatisch voetballer
- 1991 - Gregory Mertens, Belgisch voetballer (overleden 2015)
- 1991 - Megan Romano, Amerikaans zwemster
- 1992 - Amelia Eve, Engels actrice
- 1992 - Carlos Muñoz, Colombiaans autocoureur
- 1993 - Clemens Aigner, Oostenrijks schansspringer
- 1993 - Denzel Slager, Nederlands voetballer
- 1994 - Tessa van Schagen, Nederlands atlete
- 1995 - Tom Blyth, Engels acteur
- 1995 - Liam Grimshaw, Engels voetballer
- 1995 - Astrid Verhoeven, Belgisch atlete
- 1996 - Sophie Taylor, Brits zwemster
- 1998 - Ben Green, Brits autocoureur
- 1998 - Lü Xianjing, Chinees wegwielrenner en mountainbiker
- 1998 - Lena Pauels, Duits voetbalster
- 1999 - Ryom Tae-ok, Noord-Koreaans kunstschaatsster
- 2000 - Caroline Claire, Amerikaans freestyleskiester
- 2000 - Jorinde van Klinken, Nederlands atlete
- 2000 - Dmitri Loginov, Russisch snowboarder
- 2003 - Julius Dirksen, Nederlands voetballer
- 2003 - Dusty Henricksen, Amerikaans snowboarder
- 2003 - Alyssa Polites, Australisch wielrenster
- 2005 - Isabel van den Berg, Nederlands atlete
- 2005 - Duarte Marivoet, Belgisch wielrenner
- 2006 - Juju Noda, Japans autocoureur
- 2006 - Martinius Stenshorne, Noors autocoureur

## Overleden

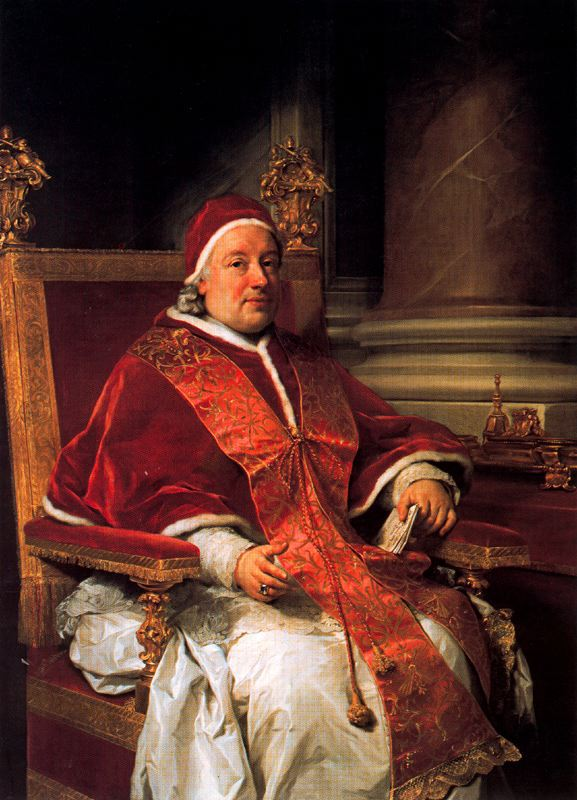
Paus Clemens XIII,
overleden in 1769

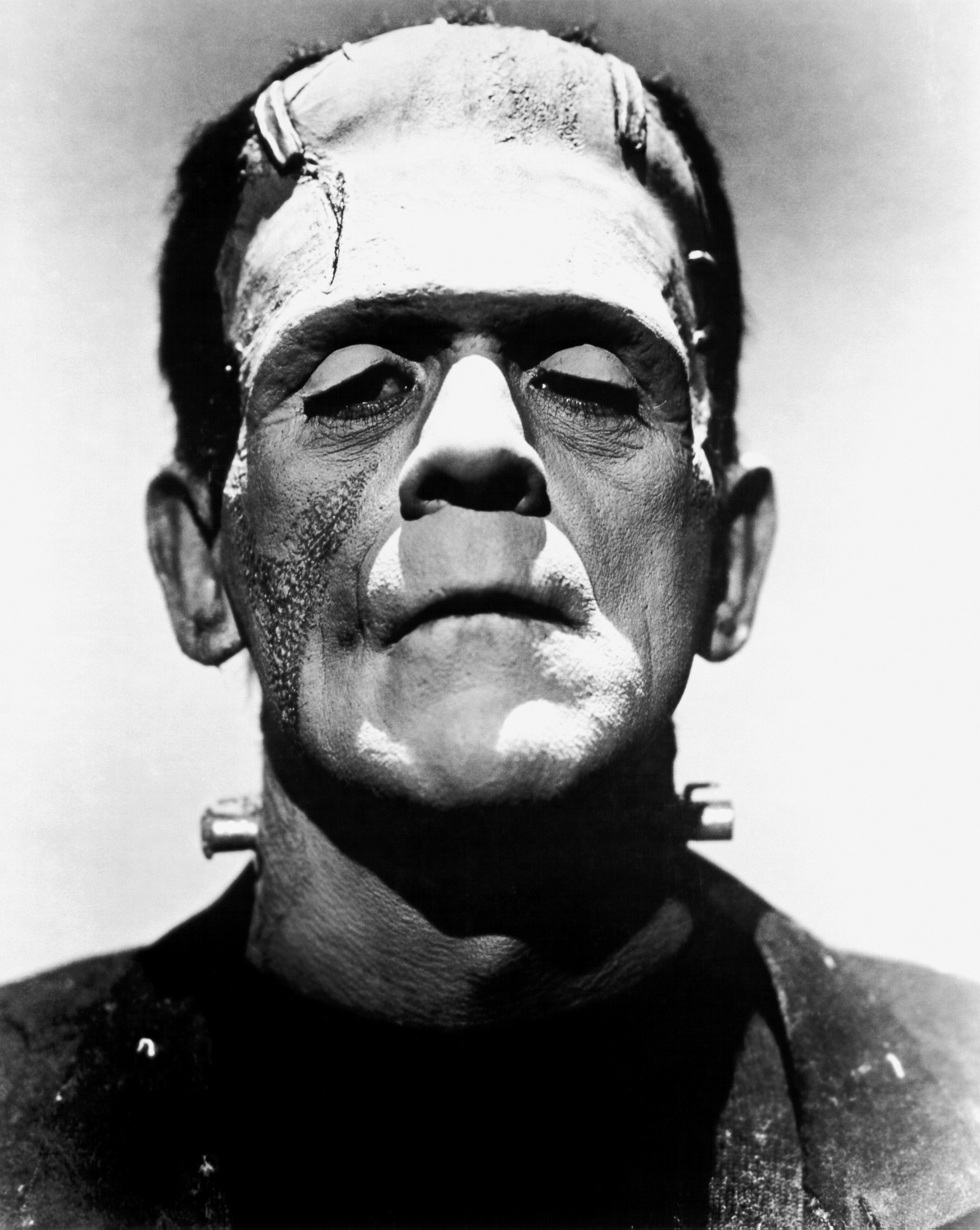
Boris Karloff als Frankenstein,
overleden in 1969

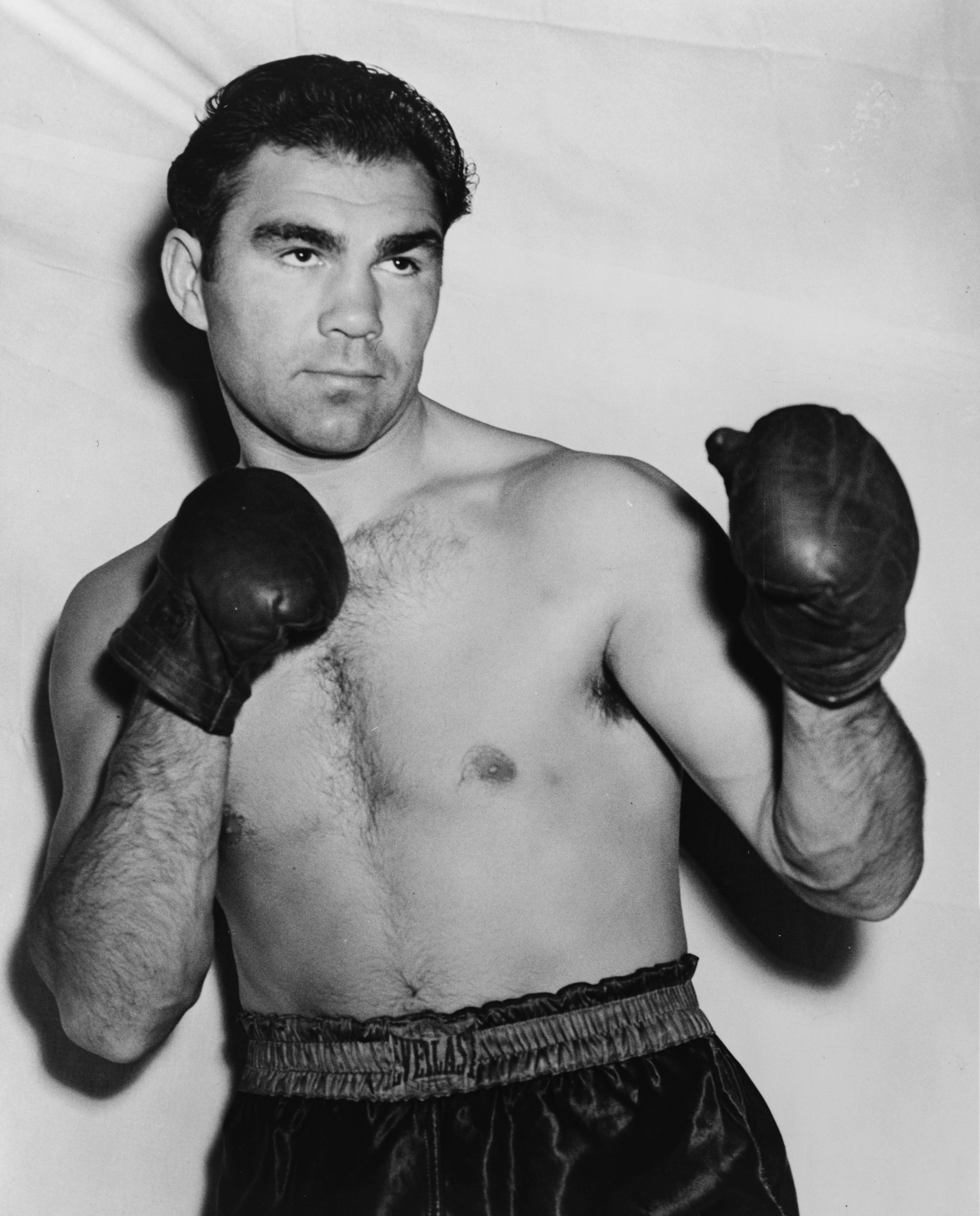
Max Schmeling,
overleden in 2005

- 1592 - Ana de Mendoza y de la Cerda (51), Spaans aristocrate
- 1594 - Giovanni Pierluigi da Palestrina (c. 69), Italiaans componist
- 1660 - Govert Flinck (45), Nederlands kunstschilder
- 1691 - Willem Maurits van Nassau-Siegen (42), vorst van Nassau-Siegen
- 1769 - Paus Clemens XIII (75)
- 1836 - Maria Laetitia Ramolino (86), moeder van Napoleon Bonaparte
- 1854 - Walter Deverell (26), Engels kunstschilder
- 1876 - John Forster (63), Engels literair criticus en biograaf van Dickens
- 1907 - Rosier Faassen (73), Nederlands toneelschrijver en acteur
- 1907 - Dmitri Mendelejev (72), Russisch scheikundige
- 1918 - John L. Sullivan (59), Amerikaans bokser
- 1920 - Pál Szinyei Merse (74), Hongaars kunstschilder
- 1921 - Andrea Carlo Ferrari (70), Italiaans zalige, kardinaal-aartsbisschop van Milaan
- 1939 - Vladimir Sjoechov (85), Russisch architect en natuurkundige
- 1945 - Ids de Beer (38), Nederlands verzetsstrijder
- 1945 - Prins Cyril van Bulgarije, regent van Bulgarije
- 1948 - Bevil Rudd (53), Zuid-Afrikaans atleet
- 1952 - André Idserda (72), Nederlands kunstschilder
- 1957 - Julia Morgan (85), Amerikaans architecte
- 1960 - Jan Lemaire jr. (53), Nederlands acteur en regisseur
- 1963 - Herman Bouber (77), Nederlands acteur en toneelschrijver
- 1966 - Laurent Verbiest (26), Belgisch voetballer
- 1969 - Boris Karloff (81), Engels acteur
- 1970 - Bertrand Russell (97), Brits filosoof en wiskundige
- 1974 - Jean Absil (80), Belgisch componist en muziekgeleerde
- 1974 - Imre Lakatos (51), Hongaars wis- en natuurkundige
- 1976 - Johan Kaart (78), Nederlands acteur
- 1979 - Sid Vicious (21), Brits muzikant
- 1981 - Jan Donner (89), Nederlands jurist en politicus
- 1983 - Roy Horb (30), Surinaams militair
- 1987 - Carlos José Castilho (59), Braziliaans voetballer
- 1987 - Alistair MacLean (64), Schots schrijver
- 1989 - Ondrej Nepela (38), Slowaaks kunstschaatser
- 1990 - Paul Ariste (84), Estisch taalkundige
- 1990 - Mel Lewis (60), Amerikaans jazzdrummer
- 1992 - Annemie Wolff (87), Duits-Nederlands fotograaf
- 1993 - Michael Klein (33), Roemeens voetballer
- 1994 - Donald Judd (65), Amerikaans beeldend kunstenaar
- 1995 - Fred Perry (85), Brits tennisser
- 1995 - Donald Pleasence (76), Brits acteur
- 1996 - Gene Kelly (83), Amerikaans danser, acteur en regisseur
- 1998 - Raymond Bernard Cattell (92), Brits psycholoog
- 1998 - Roger L. Stevens (87), Amerikaans theaterproducent
- 1999 - Karel Lievens (77), Belgisch historicus
- 2001 - Piet Bergers (93), Belgisch acteur
- 2001 - Rick van Santvoord (65), Amerikaans componist en dirigent
- 2003 - Lou Harrison (85), Amerikaans componist
- 2004 - Alan Bullock (89), Brits historicus
- 2005 - Max Schmeling (99), Duits bokser
- 2006 - Lo Hartog van Banda (89), Nederlands acteur en tekstschrijver
- 2007 - Billy Henderson (67), Amerikaans zanger
- 2007 - Pieter Nouwen (57), Nederlands journalist en schrijver
- 2007 - Masao Takemoto (87), Japans gymnast
- 2008 - John Fredrix (62), Nederlands voetballer
- 2011 - Federico Aguilar Alcuaz (78), Filipijns kunstschilder
- 2011 - Koen Wessing (69), Nederlands fotograaf
- 2012 - Desiree Duwel (48), Nederlands scenarioschrijfster
- 2012 - Dorothy Gilman (88), Amerikaans auteur van mystery- en spionageboeken
- 2012 - Roger Kerryn (86), Belgisch politicus
- 2012 - Bruno Thoelen, (46), Belgisch voetballer
- 2013 - Boer Charel (82), Belgisch landbouwer en mediafiguur
- 2014 - Philip Seymour Hoffman (46), Amerikaans acteur
- 2015 - Joseph Alfidi (65), Amerikaans pianist
- 2015 - Dalmo Gaspar (Dalmo) (82), Braziliaans voetballer
- 2015 - Joop Harmans (93), Nederlands wielrenner
- 2015 - Kees Mulder (68), Nederlands politicus en onderscheidingsdeskundige
- 2015 - Karl-Erik Palmér (85), Zweeds voetballer
- 2015 - Henryk Szczepański (81), Pools voetballer
- 2016 - Luiz Felipe Palmeira Lampreia (74), Braziliaans socioloog, diplomaat en politicus
- 2017 - Shunichiro Okano (85), Japans voetballer en sportbestuurder
- 2018 - Gerard Jan Leppink (89), Nederlands hoogleraar
- 2018 - Durk van der Mei (93), Nederlands politicus
- 2018 - Joe Polchinski (63), Amerikaans natuurkundige
- 2019 - Marc Verrydt (56), Belgisch atleet
- 2019 - Louise Vonhoff-Luijendijk (92), Nederlands politica
- 2021 - Maureen Colquhoun (92), Brits politica
- 2021 - Tonny Fens (75), Nederlands voetballer
- 2021 - Millie Hughes-Fulford (75), Amerikaans astronaut
- 2021 - Tom Moore (100), Brits militair en fondsenwerver
- 2021 - Fausta Morganti (76), San Marinees politica
- 2021 - John Henry Osmeña (86), Filipijns politicus
- 2021 - David Seyfort Ruegg (89), Amerikaans Indiakundige, tibetoloog en boeddholoog
- 2022 - Alberto Baillères (90), Mexicaans ondernemer
- 2022 - Klaas Tuinstra (76), Nederlands politicus
- 2022 - Monica Vitti (90), Italiaans actrice
- 2023 - Jean-Pierre Jabouille (80), Frans autocoureur
- 2023 - Butch Miles (78), Amerikaans jazzdrummer
- 2023 - Solomon Perel (97), Duits-Israëlisch auteur
- 2024 - Paulin Hountondji (81), Benins filosoof, hoogleraar en politicus
- 2024 - Jonnie Irwin (50), Brits televisiepresentator
- 2024 - Wim Jansen (75), Nederlands hoogleraar en taalkundige
- 2024 - Wayne Kramer (75), Amerikaans gitarist, zanger, songwriter en muziekproducent
- 2024 - Henri Kraus (81), Luxemburgs kunstschilder, tekenaar en docent
- 2024 - Ian Lavender (77), Brits acteur
- 2024 - Christopher Priest (80), Brits schrijver
- 2024 - Carl Weathers (76), Amerikaanse acteur en Americanfootballspeler
- 2025 - Ogün Altıparmak (86), Turks voetballer
- 2025 - Brian Murphy (92), Brits acteur
- 2025 - Carel Weeber (87), Nederlands architect
- 2025 - Barbie Xu (48), Taiwanees actrice, zangeres en televisiepresentatrice

## Viering/herdenking

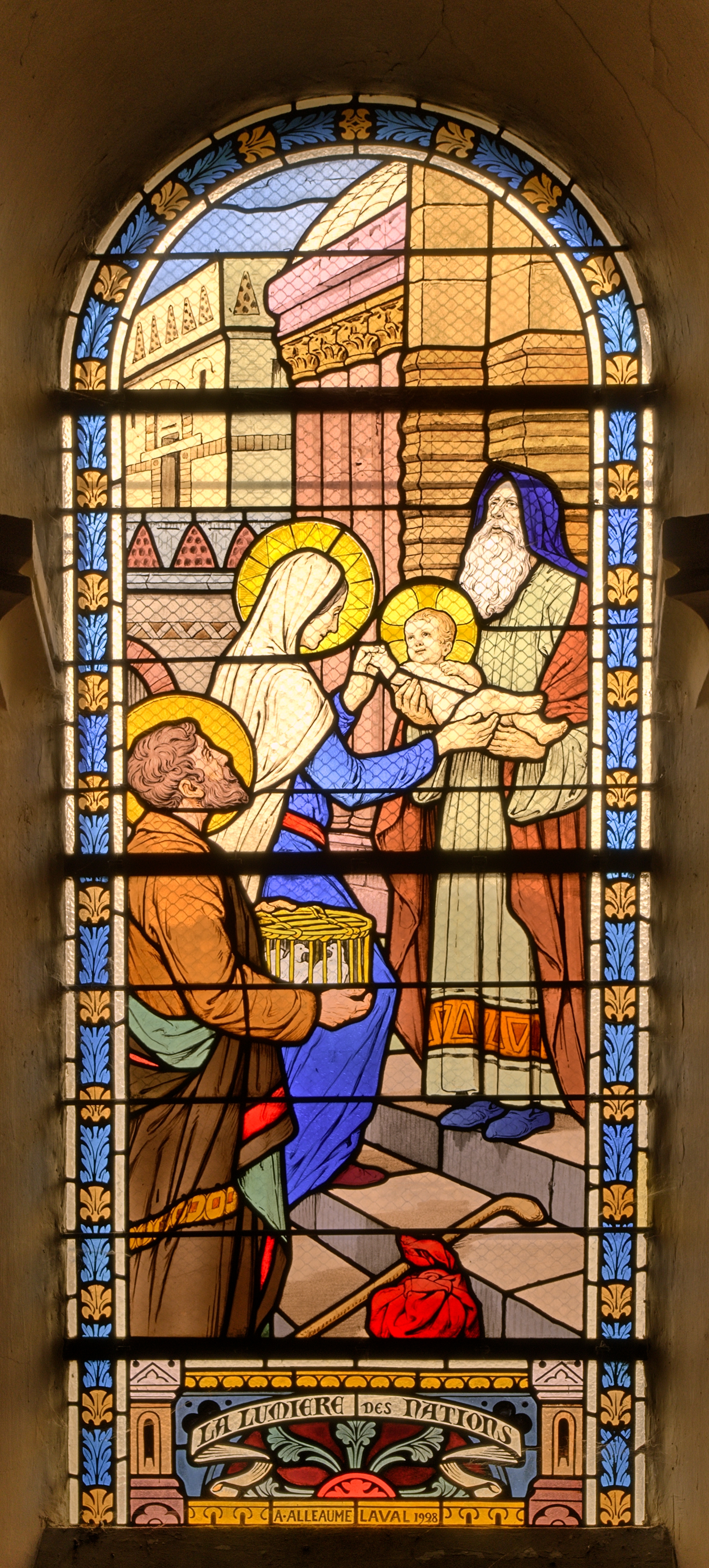
Maria-Lichtmis

- Groundhog Day: dag van de bosmarmot (Verenigde Staten en Canada)
- Werelddag van het Godgewijde Leven
- Imbolc
- Rooms-katholieke kalender:
  - Maria Lichtmis (Opdracht van de Heer in de Tempel), katholiek feest ter herdenking van het zuiveringsoffer dat Maria 40 dagen na de geboorte van Jezus volgens de Joodse wet moest brengen
  - Heilige Adalbald van Ostravent († c. 651)
  - Heilige Colombanus (van Gent) († 959)
  - Heilige Johanna de Lestonnac († 1640)
  - Heilige Hadeloga (van Kitzingen) († c.745/750)
  - Heilige Catharina van Ricci († 1590)
  - Heilige (Maria) Catherina Kaspar († 1898)
  - Zalige Andrea Carlo Ferrari († 1921)
  - Zalige Simon Fidati van Cascia († 1348)
  - Martelaren van Ebstorf: onder anderen de bisschoppen Markward van Hildesheim en Dietrich van Minden (ook Theodorich), de edelen Adelwin (ook Alwin), Avan (ook Awan), Bodo (of Botho), en Lothar († 880)

## Weerextremen

### Nederland
| | Officiële records | Officiële records | Officiële records |      | Landelijke records | Landelijke records | Landelijke records |
| Gebeurtenis | Jaar              | Extreem           | Locatie           | Jaar | Extreem            | Locatie            |                    |
| --- | ----------------- | ----------------- | ----------------- | ---- | ------------------ | ------------------ | ------------------ |
| Laagste etmaalgemiddelde temperatuur (°C) | 1956              | −11,2             | De Bilt           |      | 1940               | −13,3              | Eelde              |
| Hoogste etmaalgemiddelde temperatuur (°C) | 2002              | 11,8              | De Bilt           |      | 2002               | 13,1               | Wijk aan Zee       |
| Laagste minimumtemperatuur (°C) | 1956              | −17,4             | De Bilt           |      | 1956               | −19,1              | Deelen             |
| Hoogste minimumtemperatuur (°C) | 2004              | 9,6               | De Bilt           |      | 2002               | 11,1               | Wijk aan Zee       |
| Laagste maximumtemperatuur (°C) | 1940              | −7,7              | De Bilt           |      | 1940               | −11,6              | Eelde              |
| Hoogste maximumtemperatuur (°C) | 2002              | 15,5              | De Bilt           |      | 2002               | 17,4               | Arcen              |
| Hoogste uurgemiddelde windsnelheid (m/s) | 1905              | 15,9              | De Bilt           |      | 1923               | 23,1               | Vlissingen         |
| Hoogste windstoot (m/s) | 1983              | 22,6              | De Bilt           |      | 1983               | 29,8               | IJmuiden           |
| Langste zonneschijnduur (uur) | 1959              | 8,7               | De Bilt           |      | 1959               | 8,7                | De Bilt            |
| Langste neerslagduur (uur) | 2010              | 13,0              | De Bilt           |      | 2019               | 19,0               | Woensdrecht        |
| Hoogste etmaalsom van de neerslag (mm) | 2010              | 18,2              | De Bilt           |      | 2004               | 23,8               | Gilze-Rijen        |
| Laagste etmaalgemiddelde relatieve vochtigheid (%) | 1929              | 44                | De Bilt           |      | 1929               | 41                 | Maastricht         |
| Laagste uurwaarde luchtdruk op zeeniveau (hPa) | 1936              | 980,6             | De Bilt           |      | 1936               | 980,6              | De Bilt            |
| Hoogste uurwaarde luchtdruk op zeeniveau (hPa) | 1949              | 1045,6            | De Bilt           |      | 1949               | 1045,6             | De Bilt            |
| Officiële records worden altijd gemeten op het KNMI-weerstation in De Bilt. Landelijke records kunnen worden gemeten op elk officieel KNMI-weerstation in Nederland. |                   |                   |                   |      |                    |                    |                    |

Uitzonderlijke gebeurtenissen
- 1919 - Officieel laagste maximumtemperatuur in °C van het jaar gemeten in De Bilt: −4,8. Samen met 30 januari en 3 februari
- 1998 - Officieel laagste minimumtemperatuur in °C van het jaar gemeten in De Bilt: −10,2
- 1998 - Eerste officiële zachte dag van het jaar (maximumtemperatuur ≥ 15 °C in De Bilt)
- 2002 - Eerste landelijke zachte dag van het jaar gemeten in Arcen, De Bilt, Deelen, Eindhoven, Ell, Gilze-Rijen, Heino, Herwijnen, Hupsel, Maastricht, Soesterberg, Twenthe, Volkel, Westdorpe, Wijk aan Zee en Woensdrecht (maximumtemperatuur ≥ 15 °C op een officieel weerstation)
- 2023 - Landelijk langste neerslagduur in uren van februari dit jaar gemeten in Hupsel en Twenthe: 12,9
- 2023 - Landelijk hoogste etmaalsom van de neerslag in mm van februari dit jaar gemeten in Twenthe: 16,3

### België
Dagrecords
- 1954 - Laagste etmaalgemiddelde temperatuur −11,3 °C
- 2002 - Hoogste etmaalgemiddelde temperatuur 12,9 °C
- 1855 - Laagste minimumtemperatuur −17 °C
- 2002 - Hoogste maximumtemperatuur 15,4 °C
- 1897 - Hoogste etmaalsom van de neerslag 17,8 mm

Uitzonderlijke gebeurtenissen
- 1954 - Temperatuurminima tot −15,3 °C in Gerdingen (Bree) en −20,2 °C op de Baraque Michel (Jalhay). Rivieren en kanalen zijn op veel plaatsen overdekt met ijs. Aan de kust vormt zich op zee een kleine ijsbank.

<< · 1 · 2 · 3 · 4 · 5 · 6 · 7 · 8 · 9 · 10 · 11 · 12 · 13 · 14 · 15 · 16 · 17 · 18 · 19 · 20 · 21 · 22 · 23 · 24 · 25 · 26 · 27 · 28 · 29 · (30) · >>